# Пшецишув
Пшецишув (пол. Przeciszów) — село в Польщі, у гміні Пшецишув Освенцимського повіту Малопольського воєводства.
Населення — 3963 особи (2011).

## Демографія
Демографічна структура станом на 31 березня 2011 року:
|          | Загалом | Допрацездатний вік | Працездатний вік | Постпрацездатний вік |
| -------- | ------- | ------------------ | ---------------- | -------------------- |
| Чоловіки | 1928    | 372                | 1315             | 241                  |
| Жінки    | 2035    | 369                | 1179             | 487                  |
| Разом    | 3963    | 741                | 2494             | 728                  |